# Список загиблих у боях під Сніжним
У статті наведено втрати українських військ у боях під Сніжним 2014 року.

## Поіменний перелік
| Прізвище, ім'я, по батькові       | Звання            | Дата смерті    | Формування | Район або місце загибелі | Обставини |
| --------------------------------- | ----------------- | -------------- | ---------- | ------------------------ | --- |
| Білоушенко Сергій Олександрович   | солдат            | 27 липня 2014  | 95 ОАеМБр  | Торез                    | Загинув у бою за Торез. |
| Василенко Олександр Васильович    | солдат            | 27 липня 2014  | 95 ОАеМБр  | Торез                    | Загинув у бою за Торез. |
| Книш Олександр Олександрович      | старший сержант   | 27 липня 2014  | 95 ОАеМБр  | Торез                    | Загинув у бою за Торез. |
| Романчук Анатолій Михайлович      | капітан           | 27 липня 2014  | 72 ОМБр    | Сніжне                   | Був тяжкопоранений при намаганні вирватися з оточення терористично-російськими формуваннями на кордоні із Росією, був полоненим. Помер у лікарні м. Сніжне. |
| Оверчук Дмитро Русланович         | солдат            | 28 липня 2014  | 30 ОМБр    | Степанівка               | Мехвод, загинув коли його БМП в голові колони підірвалася на фугасі під Степанівкою.                                                                        |
| Камбаров Аки Анатолійович         | старшина          | 28 липня 2014  | 30 ОМБр    | Степанівка               | Загинув під Степанівкою. |
| Шестак Василь Васильович          | солдат            | 28 липня 2014  | 30 ОМБр    |                          | Був поранений в ногу, не виходив на зв'язок, був упізнаний згодом загиблим.                                                                                 |
| Слободяник Вадим Павлович         | старший солдат    | 28 липня 2014  | 72 ОМБр    |                          | Загинув у БТРі під час обстрілу під Степанівкою. |
| Шуліков Сергій Вікторович         | капітан           | 29 липня 2014  | 95 ОАеМБр  |                          | Бої поблизу Тореза. |
| Бабюк Віктор Ярославович          | старший солдат    | 31 липня 2014  | 95 ОАеМБр  |                          | Бої в районі Шахтарська. |
| Дронговський Костянтин Леонідович | солдат            | 1 серпня 2014  | 30 ОМБр    | Степанівка               | Загинув під час обстрілу колони під Степанівкою. |
| Бутрик Віктор Іванович            | солдат            | 4 серпня 2014  | 30 ОМБр    | Степанівка               | Загинув під час обстрілу колони під Степанівкою. |
| Шпіганевич Тарас Анатолійович     | солдат            | 4 серпня 2014  | 95 ОАеМБр  | Київ                     | Помер у військовому госпіталі в результаті тяжких поранень, які отримав під час бою 27.07.2014 поблизу м. Торез.                                            |
| Бочаров Денис Олександрович       | капітан           | 6 серпня 2014  | 30 ОМБр    |                          | Загинув, забезпечуючи взяття під контроль висоти і перехрестя між Побєдою і Степанівкою для виходу оточених військ з Сектора Д.                             |
| Ломачук Іван Сергійович           | сержант           | 6 серпня 2014  | 30 ОМБр    |                          | Загинув під час бою на 43-му блокпості під Степанівкою. |
| Чечет Юрій Васильович             | сержант           | 6 серпня 2014  | 30 ОМБр    |                          | Загинув під час бою на 43-му блокпості під Степанівкою. |
| Степанюк Володимир Миколайович    | сержант           | 6 серпня 2014  | 30 ОМБр    |                          | Загинув під час бою на 43-му блокпості під Степанівкою. |
| Півоварчук Сергій Олександрович   | солдат            | 6 серпня 2014  | 30 ОМБр    |                          | Загинув під час бою на 43-му блокпості під Степанівкою. |
| Приймак Віталій Миколайович       | солдат            | 6 серпня 2014  | 30 ОМБр    |                          | Загинув під час мінометного обстрілу колони під Степанівкою.                                                                                                |
| Пушняк Павло Анатолійович         | старший солдат    | 6 серпня 2014  | 72 ОМБр    | Дякове                   | |
| Стельмах Тарас Іванович           | сержант           | 7 серпня 2014  | 24 ОМБр    |                          | Загинув супроводжуючи поранених у санітарній машині. |
| Ляшук Тарас Іванович              | молодший сержант  | 8 серпня 2014  | 30 ОМБр    |                          | Загинув під Степанівкою в бою. |
| Куришко Ярослав Русланович        | солдат            | 8 серпня 2014  | 30 ОМБр    |                          | Загинув під Степанівкою в бою. |
| Банчук Олег Петрович              | солдат            | 8 серпня 2014  | 30 ОМБр    |                          | Загинув під Степанівкою в бою. |
| Білан Руслан Миколайович          | старший солдат    | 9 серпня 2014  | 91 ОПОЗ    |                          | Загинув під Степанівкою при обстрілі з засідки. |
| Прищепюк Андрій Миколайович       | солдат            | 9 серпня 2014  | ДУК        | Міусинськ                | |
| Радкевич Петро Іванович           | старший солдат    | 10 серпня 2014 | 30 ОМБр    |                          | Зазнав смертельного поранення під Степанівкою. |
| Кіріллов Даніл Олександрович      | солдат            | 11 серпня 2014 | 30 ОМБр    |                          | Загинув під Степанівкою під час артилерійського обстрілу.                                                                                                   |
| Майборода Сергій Миколайович      | солдат            | 11 серпня 2014 | 30 ОМБр    |                          | Загинув під Степанівкою під час артилерійського обстрілу.                                                                                                   |
| Олійник Іван Анатолійович         | солдат            | 11 серпня 2014 | 30 ОМБр    |                          | Загинув під Степанівкою під час артилерійського обстрілу.                                                                                                   |
| Пашковський Вадим Вікторович      | солдат            | 11 серпня 2014 | 30 ОМБр    |                          | Загинув під Степанівкою під час артилерійського обстрілу.                                                                                                   |
| Веремійчук Роман Анатолійович     | солдат            | 11 серпня 2014 | 30 ОМБр    |                          | Загинув під Степанівкою під час артилерійського обстрілу.                                                                                                   |
| Абрамович Артем Володимирович     | старший лейтенант | 12 серпня 2014 | 30 ОМБр    |                          | Загинув під Нікіфоровим, власним танком протаранивши російський Т-72.                                                                                       |
| Барбух Петро Петрович             | старший солдат    | 12 серпня 2014 | 30 ОМБр    |                          | Загинув під Нікіфоровим, у танку разом з Артемом Абрамовичем.                                                                                               |
| Антонюк Ярослав Васильович        |                   | 12 серпня 2014 | 30 ОМБр    |                          | Загинув під Нікіфоровим, у танку разом з Артемом Абрамовичем.                                                                                               |
| Руденко Дмитро Миколайович        | старшина          | 12 серпня 2014 | 30 ОМБр    |                          | Загинув під Нікіфоровим, БМП-2 на блокпосту був підбитий наступаючими російськими військами.                                                                |
| Луцько Богдан Вікторович          | сержант           | 12 серпня 2014 | 30 ОМБр    |                          | Загинув під Нікіфоровим, БМП-2 на блокпосту був підбитий наступаючими російськими військами.                                                                |
| Михайленко Віталій Ігорович       | солдат            | 12 серпня 2014 | 72 ОМБр    |                          | Вважається зниклим |
| Чиж Олег Володимирович            | солдат            | 13 серпня 2014 | 30 ОМБр    |                          | Загинув під Степанівкою від влучання снаряда в машину. |
| Лісовський Микола Володимирович   | майор             | 13 серпня 2014 | 30 ОМБр    |                          | Загинув під Степанівкою від артилерійського обстрілу. |
| Гордієнко Сергій Миколайович      | майор             | 13 серпня 2014 | 30 ОМБр    |                          | Загинув під Степанівкою від артилерійського обстрілу. |
| Обухівський Олег Васильович       | капітан           | 13 серпня 2014 | 30 ОМБр    |                          | Загинув під Степанівкою від артилерійського обстрілу. |
| Гордійчук Олександр Михайлович    | сержант           | 13 серпня 2014 | 30 ОМБр    |                          | Загинув під Степанівкою від артилерійського обстрілу. |
| Даманський Ян Юрійович            | солдат            | 13 серпня 2014 | 30 ОМБр    |                          | Загинув під Степанівкою від артилерійського обстрілу. |
| ? невстановлений                  |                   | 13 серпня 2014 | 30 ОМБр    |                          | Загинув під Степанівкою від артилерійського обстрілу. |
| Євпак Юрій Володимирович          | сержант           | 13 серпня 2014 | 30 ОМБр    |                          | Загинув під Степанівкою в автомобілі «Нива». |
| Сахнюк Богдан Петрович            | старший солдат    | 13 серпня 2014 | 30 ОМБр    |                          | Загинув під Степанівкою в автомобілі «Нива». |
| Остапчук Ярослав Олександрович    | старший солдат    | 13 серпня 2014 | 30 ОМБр    |                          | Загинув під Степанівкою під час підриву на фугасі БМП. |
| Саліпа Сергій Дмитрович           | капітан           | 14 серпня 2014 | 91 ОПОЗ    | Дмитрівка                | Вирушив на пошуки останків сапера 72-ї механізованої бригади, до якої був прикомандирований, підірвався на фугасі.                                          |